# Açude (bairro)
Açude é um bairro do município de Volta Redonda, no estado brasileiro do Rio de Janeiro. Situado na zona oeste da cidade, este bairro tem uma área de 1,04 km² e cerca de 8.172 habitantes (est. 2005). O bairro recebeu esse nome devido a sua localização próxima a um açude de Volta Redonda.